# ALMA Award
L'ALMA Award è un riconoscimento cinematografico e televisivo che premia i performer latinoamericani (attori, musicisti, cantanti e stilisti). 
È uno dei premi più prestigiosi, infatti ci si riferisce all'ALMA Award come il Premio Oscar dell'America Latina.
In spagnolo, la parola alma significa spirito e anima.

## Storia
Creato nel 1995 dal National Council of La Raza (NCLR), è il successore dei Bravo Awards. I premi vengono assegnati durante una cerimonia annuale che generalmente si tiene in estate a Pasadena.

## Categorie
- Film favorito
- Attore preferito in un film
- Attrice preferita in un film
- Attrice preferita in un film drammatico/avventura
- Attrice preferita in un film commedia/musical
- Attore preferito non protagonista
- Attrice preferita non protagonista
- Attore preferito in una serie TV
- Attrice preferita in una serie TV drammatica
- Attrice preferita in una serie TV commedia
- Attore preferito non protagonista in una serie TV drammatica
- Attore preferito non protagonista in una serie TV commedia
- Attrice preferita non protagonista in una serie TV
- Artista musicale femminile preferita
- Artista musicale maschile preferita
- Personalità in un reality, variety o comedy preferita
- Alla carriera